# Bisdom Matelica
Het bisdom Matelica is een voormalig bisdom in Italië. De bisschopszetel was Matelica, een stad in de Marche.

## Bisdom Matelica
Het bisdom Matelica bestond in de 5e en 6e eeuw toen de stad Matelica achtereenvolgens deel uitmaakte van het West-Romeinse Rijk, het Ostrogotenrijk en het Oost-Romeinse Rijk of Byzantium. 
Van drie bisschoppen zijn de namen bekend: Equizio circa 487; Basilio circa 499; Fiorenzo circa 551.
Toen de Longobarden de stad Matelica verwoestten (578), werden de parochies overgeheveld naar het bisdom Camerino. De pausen wilden alzo de verspreide christenen uit verwoeste Romeinse steden samen brengen. 

## Bisdom Fabriano-Matelica
In 1728 verloor het bisdom Camerino grondgebied ter oprichting van het bisdom Fabriano met zetel in Fabriano. In 1785 verloor het bisdom Camerino opnieuw grondgebied: het bisdom Matelica herrees. Fabriano en Matelica werden een nieuw bisdom. Als compensatie voor het verlies verhief paus Pius VI het bisdom Camerino tot aartsbisdom. 

## Personele unie met Camerino
Sinds 2020 verenigt in zijn persoon Francesco Massara, aartsbisschop van Camerino-San Severino Marche, zijn aartsbisdom met het naburige bisdom Fabriano-Matelica. Dit is in titolo personale of persoonlijke titel; dit betekent zonder unie van al deze bisdommen zoals voor de 18e eeuw.